# S-Bahn della Carinzia
La S-Bahn della Carinzia (in tedesco S-Bahn Kärnten) è un sistema di trasporto ferroviario suburbano che serve la regione austriaca della Carinzia. È gestito dalle Österreichische Bundesbahnen.

## Rete
- S 1 Spittal-Millstättersee - Villach - Klagenfurt - Friesach
- S 2 Rosenbach - Villach - Feldkirchen in Kärnten - St. Veit a.d. Glan
- S 3
  - S 3 (ferrovia) Weizelsdorf - Klagenfurt Hbf (- Bleiburg)
  - S 3 (autobus) Rosenbach -Feistritz/Rosental - Weizelsdorf - Ferlach
- S 4
  - S 4 (ferrovia) Villach - Hermagor
  - S 4 (autobus) Hermagor - Kötschach-Mauthen

## Galleria d'immagini
|  |  |